# Divici
Divici (serb. Дивић) – wieś w Rumunii, w okręgu Caraș-Severin, w gminie Pojejena. W 2011 roku liczyła 281 mieszkańców. 